# Wildalpen
Wildalpen osztrák község Stájerország Liezeni járásában. 2017 januárjában 468 lakosa volt.

## Elhelyezkedése

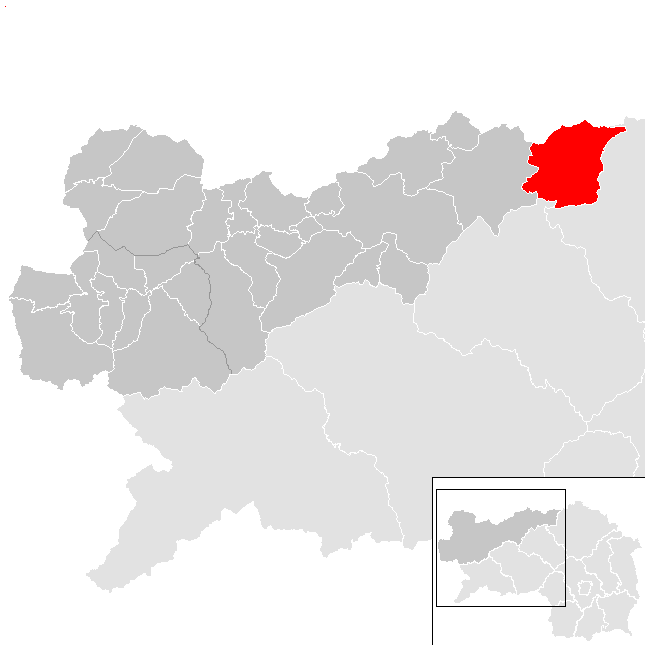
Wildalpen a Liezeni járásban

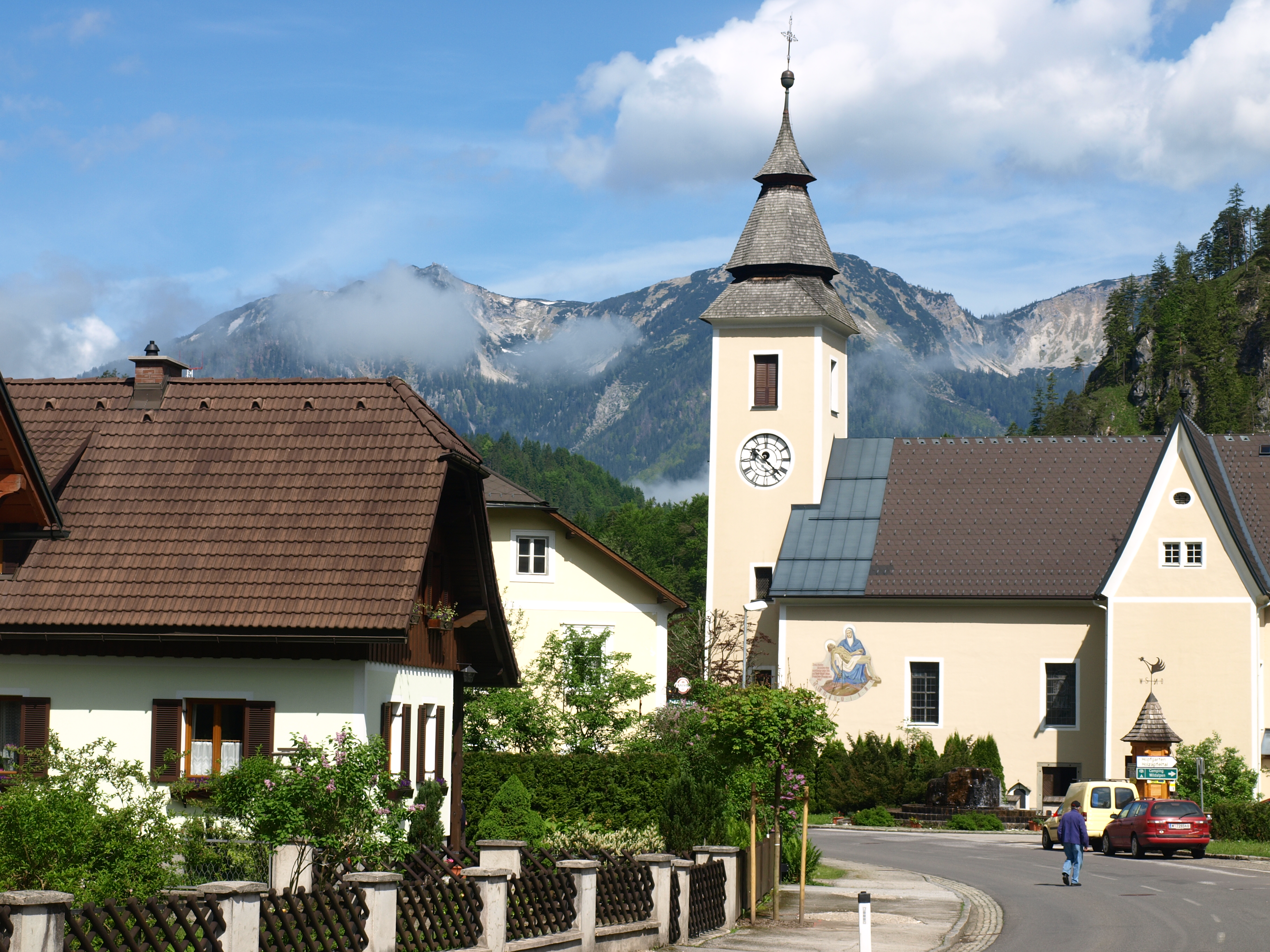
A Szt. Borbála-templom

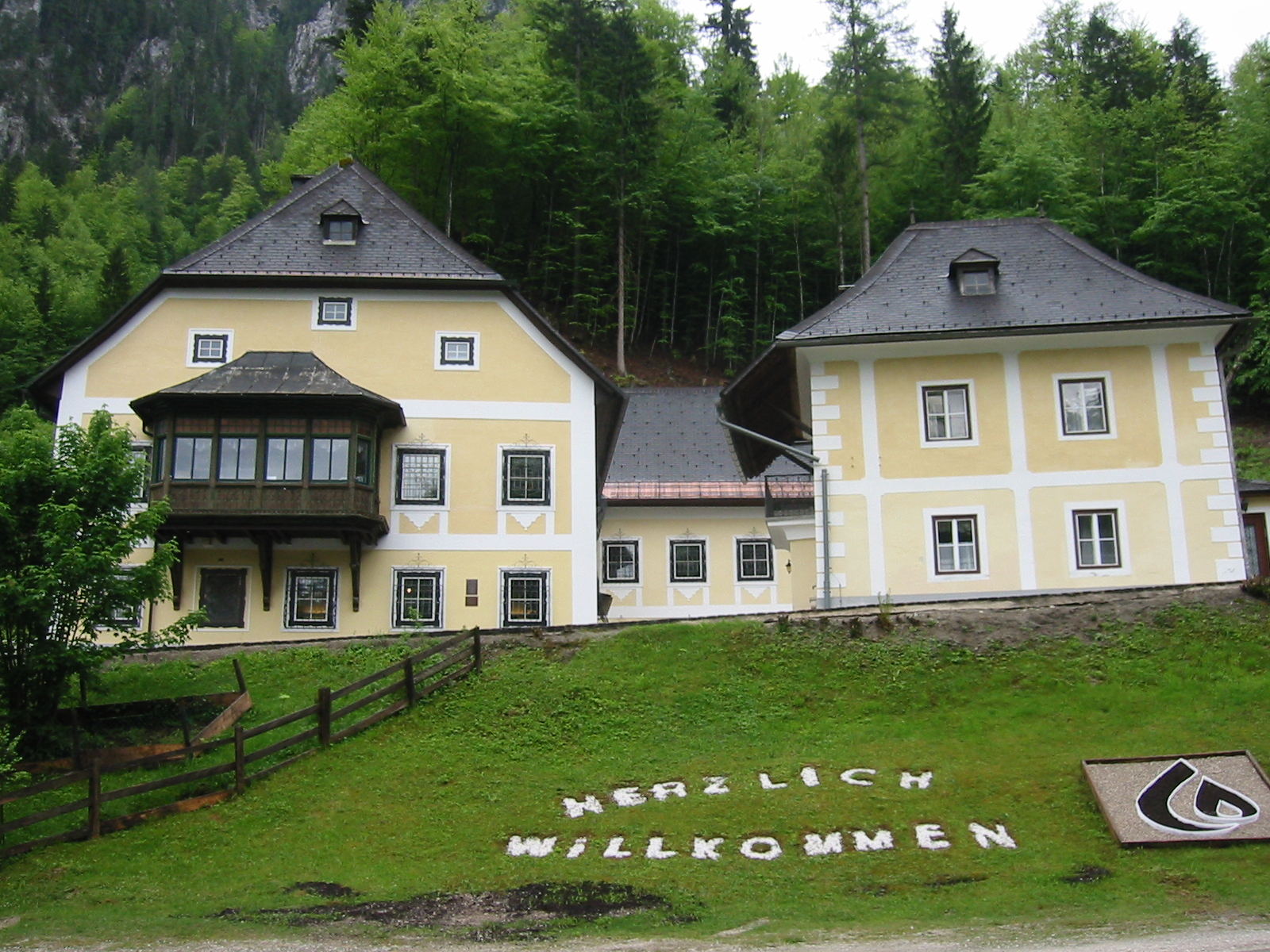
A vashámor felügyelőjének 17. sz.-i háza

Wildalpen Felső-Stájerország északi határán fekszik a Salza (az Enns jobb oldali mellékfolyója) mentén, a Hochschwab-masszívum északi lábainál. Északon területe kiterjed az Ybbstali-Alpokra.
A környező önkormányzatok: keletre Mariazell, délkeletre Thörl, délre Tragöß-Sankt Katharein, nyugatra Landl, északra Göstling an der Ybbs és Gaming (utóbbi kettő Alsó-Ausztriában).

## Története
Az Arzbergi-barlangban folytatott ásatások során kőeszközökre bukkantak, amelyeket a mellette lévő barlangi medve-csontok alapján mintegy 30 ezer évesre datáltak. I.e. 4000 körül a Hochschwabról hatalmas földcsuszamlás indult és a kőgörgeteg a mai Wildalpen területén ömlött le a Salza völgyébe.
A falu a középkorban az 1072-ben alapított admonti kolostor birtoka volt. Gazdaságának alapját sokáig az eisenerzi vasérc feldolgozása képezte, míg az ottani bányatársaságot 1838-ban fel nem számolták. 1848-ban megszüntették a feudális birtokrendszert és a helyi politikai hatalom az 1850-ben megalakult községi tanács kezébe került át.
1910-ben megépült a Bécset a hegyi források vizével ellátó vezetékrendszer második része, amely Wildalpent is érintette. 1938-ban Ausztria csatlakozott a Német Birodalomhoz, Wildalpen pedig a Stájerországi reichsgau része lett. A második világháború után, egészen 1955-ig a brit megszállási zónához tartozott. 1944 végén a neves színész és rendező, Hans Thimig Wildalpenbe vonult vissza, hogy ne kelljen náci propagandafilmet készítenie. A háború után, mivel ő volt az egyetlen neves személyiség, akinek nem volt nemzetiszocialista múltja, egy rövid időre megválasztották a község polgármesterévé.

## Lakosság
A wildalpeni önkormányzat területén 2017 januárjában 468 fő élt. A lakosságszám 1910-ben érte el csúcspontját 978 fővel, majd az első világháború alatti nagy visszaesést követően újra növekedni kezdett, de 1951 óta ismét folyamatosan csökkenő tendenciát mutat. 2015-ben a helybeliek 97,7%-a volt osztrák állampolgár; a külföldiek közül 1,7% a régi (2004 előtti), 0,4% az új EU-tagállamokból érkezett. 2001-ben a lakosok 89,5%-a római katolikusnak, 7,3% evangélikusnak, 3,2% pedig felekezet nélkülinek vallotta magát.

## Látnivalók
- a Szt. Borbála-plébániatemplom és a vele egybeépült plébánia
- a Tulleck'sches vashámor múzeumnak berendezett épülete
- a hámor felügyelőjének 17. század közepén épült háza
- az ipari műemlék bécsi vízvezeték
- a környező hegyek és erdők különböző sporttevékenységekhez (vadvízi evezés, hegymászás, vadászat) nyújtanak terepet.

## Fordítás
- Ez a szócikk részben vagy egészben  a   Wildalpen című német Wikipédia-szócikk ezen változatának fordításán alapul.  Az eredeti cikk szerkesztőit annak laptörténete sorolja fel. Ez a jelzés csupán a megfogalmazás eredetét és a szerzői jogokat jelzi, nem szolgál a cikkben szereplő információk forrásmegjelöléseként.